# سد گونگباکسیا
سد گونگباکسیا (به لاتین: Gongboxia Dam) یک سد خاکی و نیروگاه برقابی در چین است که در Longhua County, Qinghai Province واقع شده‌است.